# Thymus alpestris
Thymus alpestris là một loài thực vật có hoa trong họ Hoa môi. Loài này được (Celak.) Tausch ex A.Kern. miêu tả khoa học đầu tiên năm 1886.

## Hình ảnh

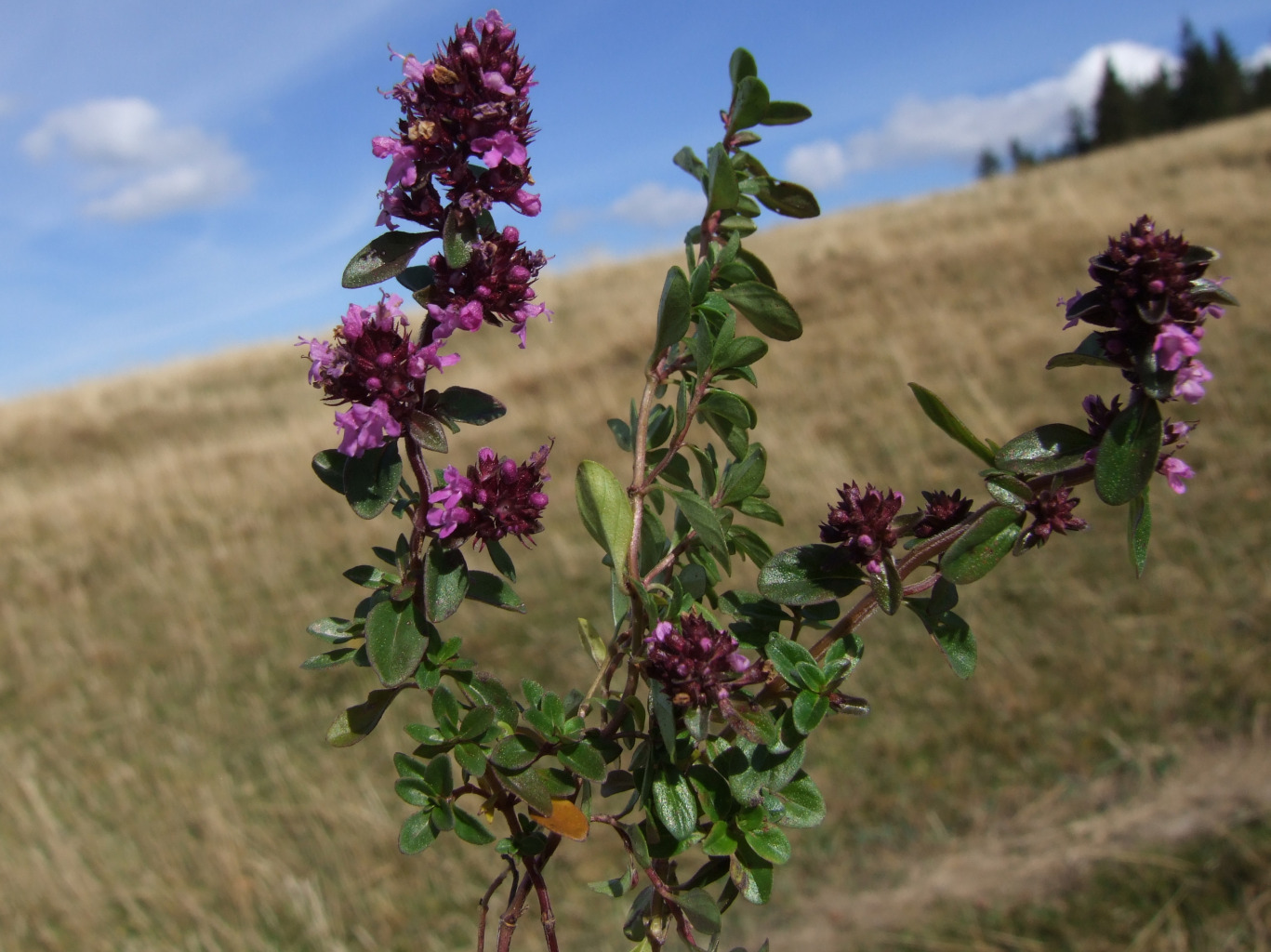
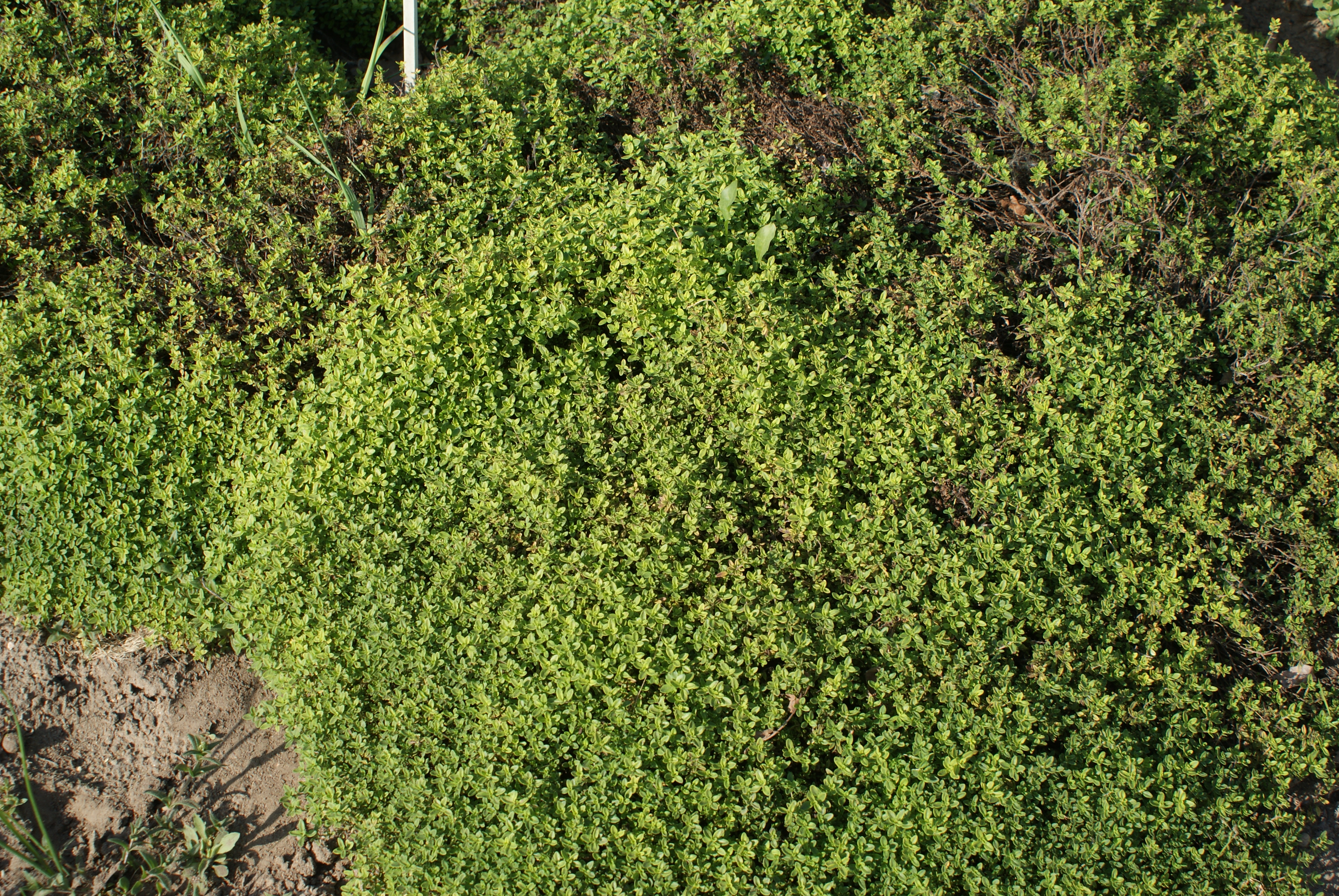
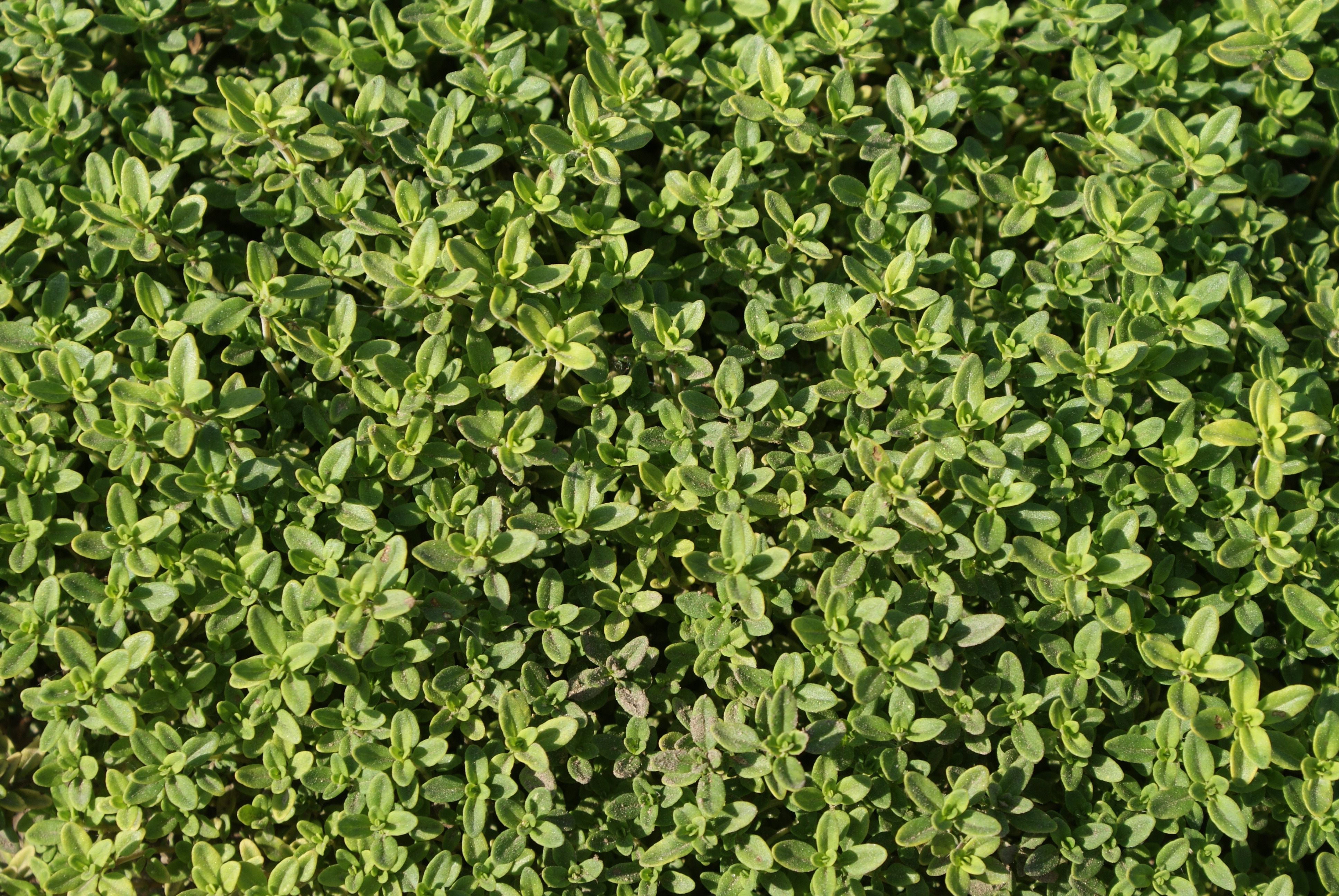